# Jaskinia Goryckiego
Jaskinia Goryckiego – jaskinia w Dolinie Kościeliskiej w Tatrach Zachodnich. Wejście do niej znajduje się w Organach, powyżej Schronu pod Jaskinią Goryckiego, poniżej Schronu ze Świeczką, na wysokości 1057 m n.p.m. Długość jaskini wynosi 16 metrów, a jej deniwelacja 3,5 metra.

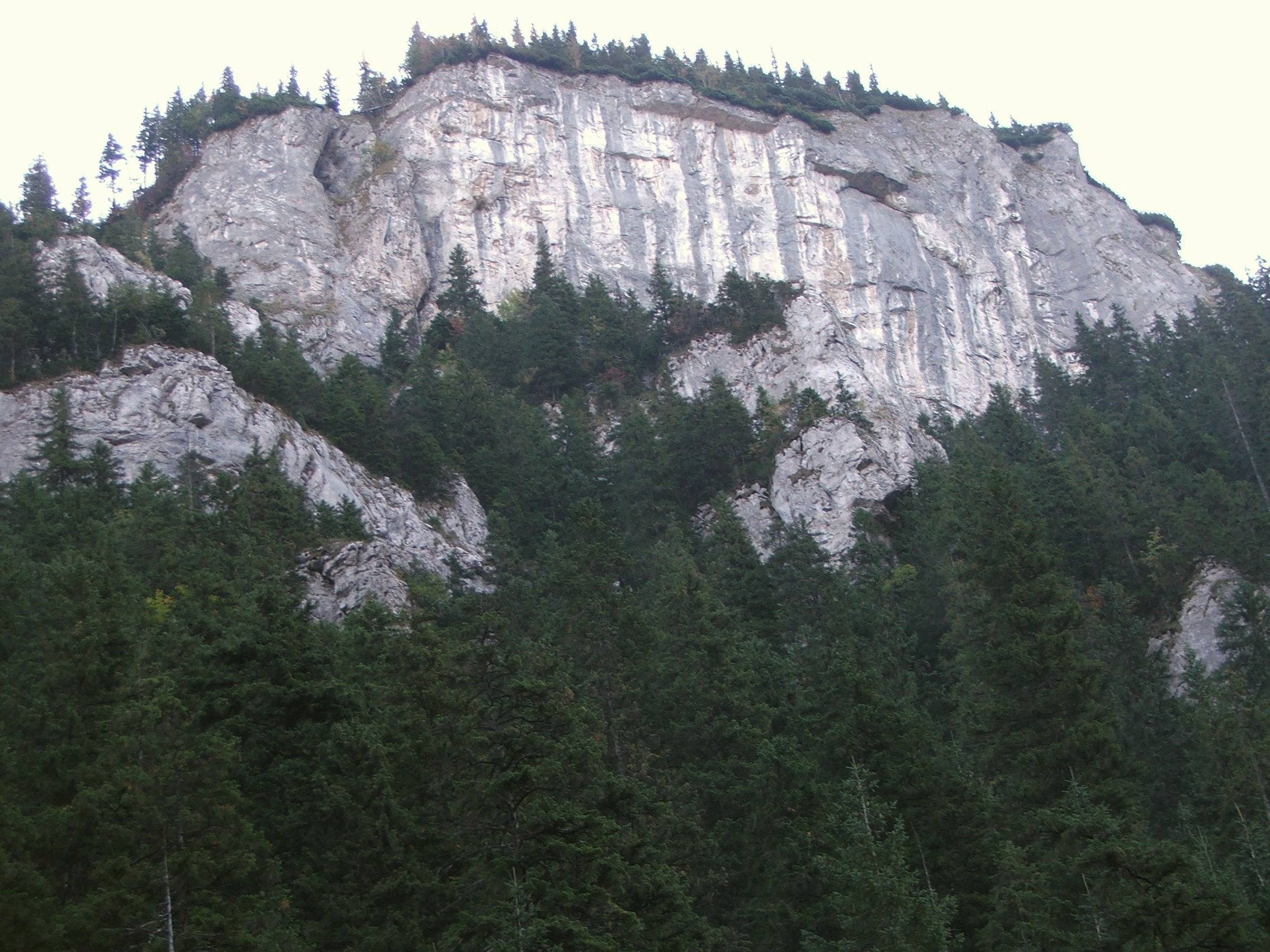
Organy w Dolinie Kościeliskiej

## Opis jaskini
Jaskinię stanowi obszerny, idący w dół ciąg zaczynający się w dużym otworze wejściowym, przechodzący przez 2-metrową studzienkę i kończący się niedostępnymi szczelinami.

## Przyroda
W jaskini brak jest nacieków.

## Historia odkryć
Jaskinię odkrył prawdopodobnie w 1937 roku pracownik Stefana Zwolińskiego – Władysław Gorycki.